# Чемпионат мира по горному бегу 2010
26-й чемпионат мира по горному бегу прошёл 5 сентября 2010 года в Камнике (Словения). Участники соревновались в дисциплине горного бега «вверх». Разыгрывались 8 комплектов наград: по четыре в индивидуальном и командном первенствах (мужчины, женщины, юниоры и юниорки до 20 лет). Среди юниоров могли выступать спортсмены 1991 года рождения и моложе.
Трасса чемпионата пролегала в районе Велика Планина в Камникско-Савиньских Альпах. Мужчины стартовали от школы в деревне Згорне Стране (440 метров над уровнем моря), юниоры и женщины начинали борьбу около церкви Святого Приможа (700 метров над уровнем моря), юниорки уходили на трассу из деревни Кисовец (1240 метров над уровнем моря). Финиш всех дистанций располагался на вершине Градишче на высоте 1660 метров над уровнем моря.
На протяжении всего соревновательного дня трассу покрывал густой туман, сильно затруднявший видимость.
На старт вышли 348 бегунов (150 мужчин, 71 женщина, 76 юниоров и 51 юниорка) из 39 стран мира. Каждая страна могла выставить до 6 человек в мужской забег, до 4 человек — в женский и юниорский и до 3 человек — среди юниорок. Сильнейшие в командном первенстве определялись по сумме мест четырёх лучших участников у мужчин, трёх лучших — у женщин и юниоров, двух лучших — у юниорок.
Среди юниорок до 20 лет титул чемпионки мира защитила Ясемин Джан из Турции. Второе место заняла её соотечественница Бурджу Даг. Благодаря этим выступлениям, Турция выиграла командное первенство с минимально возможной суммой очков (3).
Йосиф Текле из Эритреи одержал безоговорочную победу в забеге юниоров. Бегун из Африки опередил серебряного призёра Рыдвана Бозкурта на 3 минуты 30 секунд — такого большого преимущества прежде не было ни у одного чемпиона в возрастной категории до 20 лет.
Спортсменка из Австрии Андреа Майр в очередной раз подтвердила свой класс в беге «вверх». Она в третий раз стала сильнейшей в мире, добыв все победы на трассах именно с таким профилем. Действующая чемпионка Валентина Белотти финишировала второй с отставанием в 38 секунд. Победительница Кубка мира 2002 года Светлана Съёмова (Демиденко) из России после долгого перерыва вновь была близка к пьедесталу в личном зачёте — четвёртое место и 20 секунд до бронзы.
Шесть первых мест в мужском забеге заняли легкоатлеты из Африки. С самого старта в отрыв ушли шесть бегунов из Эритреи и два из Уганды. Благодаря совместной работе все они добрались до финиша на высоких позициях. Золото разыграли два эритрейца: Самсон Кифлемариам оказался быстрее Теклая Азерии на три секунды (Азерия второй год подряд завоевал серебряную медаль). Шестикратный чемпион из Новой Зеландии Джонатан Уайатт финишировал на восьмом месте. В командном зачёте победа в третий раз досталась Эритрее, итальянцы впервые в истории опустились ниже второго места, но всё же завоевали бронзу.

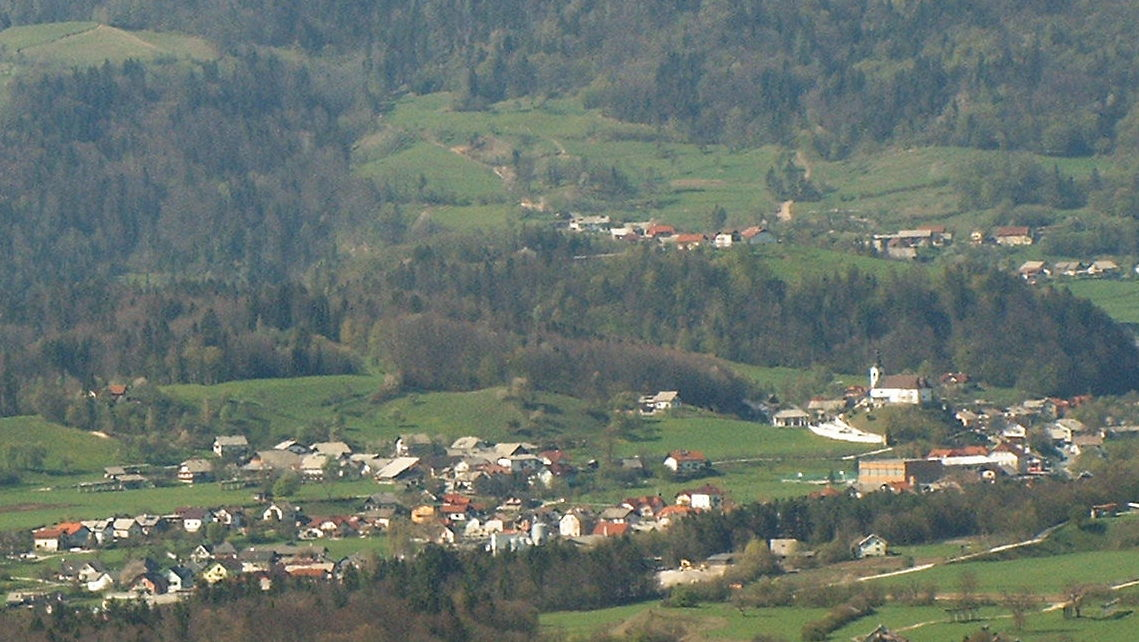
Згорне Стране, место старта мужского забега
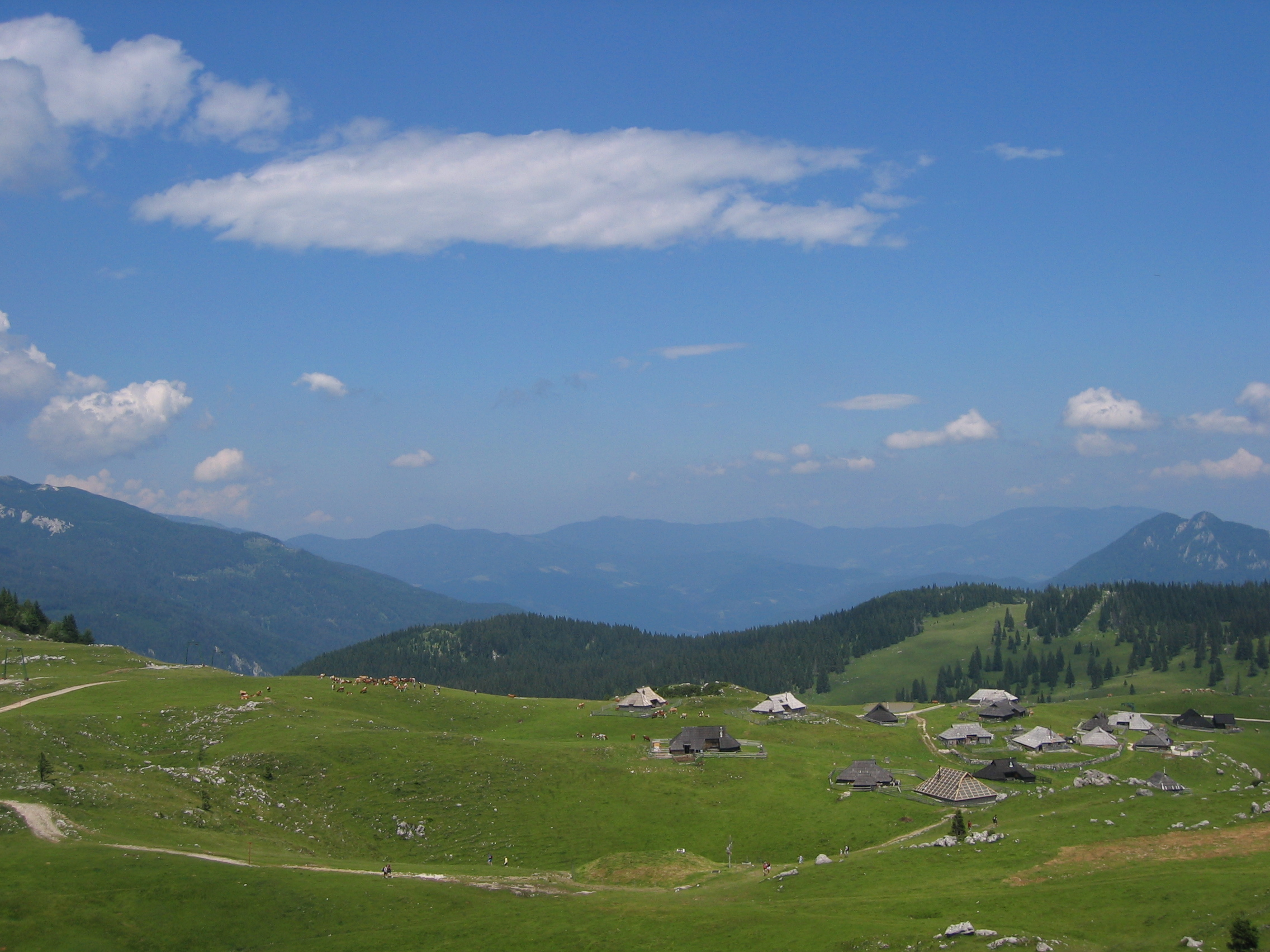
Велика Планина

## Расписание
| Дата            | Время | Забег   |
| --------------- | ----- | ------- |
| 5 сентября 2010 | 10:00 | Юниорки |
| 5 сентября 2010 | 10:00 | Юниоры  |
| 5 сентября 2010 | 10:45 | Женщины |
| 5 сентября 2010 | 11:15 | Мужчины |

Время местное (UTC+2:00)

## Призёры
Курсивом выделены участники, чей результат не пошёл в зачёт команды.

### Мужчины
| Дисциплина                                 | Золото | Золото   | Серебро                                                                                   | Серебро | Бронза | Бронза   |
| ------------------------------------------ | --- | -------- | ----------------------------------------------------------------------------------------- | ------- | --- | -------- |
| 12 км перепад высот: +1295 м −75 м         | Самсон Кифлемариам Эритрея                                                                                         | 56.25    | Теклай Азерия Эритрея                                                                     | 56.28   | Джеффри Кусуро Уганда                                                                                            | 56.57    |
| 12 км (команды)                            | Эритрея · Самсон Кифлемариам · Теклай Азерия · Петро Маму · Абрахам Кидане · Хабен Мохаммед · Тесфайоханнес Месфин | 13 очков | США · Джозеф Грей · Макс Кинг · Томми Мэннинг · Эрик Блейк · Рикки Гейтс · Крис Лундстрём | 71 очко | Италия · Габриэле Абате · Марко Де Гаспери · Бернард Дематтеис · Антонио Тонинелли · Герд Фрик · Томмазо Ваччина | 77 очков |
| Юниоры 8,5 км перепад высот: +1035 м −75 м | Йосиф Текле Эритрея                                                                                                | 42.30    | Рыдван Бозкурт Турция                                                                     | 46.00   | Йенте Йоли Бельгия                                                                                               | 46.29    |
| Юниоры 8,5 км (команды)                    | Турция · Рыдван Бозкурт · Эргин Улаш · Себахаттин Йылдырымджы · Сёнмез Даг                                         | 20 очков | Германия · Антон Пальцер · Фабиан Альраун · Маттиас Дорфер                                | 33 очка | Италия · Паоло Руатти · Массимо Фаркоз · Андреа Дебьязи · Алекс Каваллар                                         | 41 очко  |

### Женщины
| Дисциплина                                 | Золото                                                                                  | Золото   | Серебро                                                              | Серебро  | Бронза                                                                       | Бронза   |
| ------------------------------------------ | --------------------------------------------------------------------------------------- | -------- | -------------------------------------------------------------------- | -------- | ---------------------------------------------------------------------------- | -------- |
| 8,5 км перепад высот: +1035 м −75 м        | Андреа Майр Австрия                                                                     | 49.30    | Валентина Белотти Италия                                             | 50.08    | Мартина Штрель Швейцария                                                     | 50.42    |
| 8,5 км (команды)                           | Италия · Валентина Белотти · Антонелла Конфортолла · Мария Грация Роберти · Аличе Гаджи | 17 очков | Швейцария · Мартина Штрель · Клаудия Хельфенбергер · Бернадетт Майер | 21 очко  | Россия · Светлана Съёмова · Елена Рухляда · Елена Наговицына · Жанна Вокуева | 36 очков |
| Юниорки 4,5 км перепад высот: +430 м −10 м | Ясемин Джан Турция                                                                      | 24.04    | Бурджу Даг Турция                                                    | 24.42    | Аделаид Пантеон Франция                                                      | 24.48    |
| Юниорки 4,5 км (команды)                   | Турция · Ясемин Джан · Бурджу Даг · Ягмур Тархан                                        | 3 очка   | Румыния · Кристина Негру · Дениса Драгомир · Елена Панает            | 13 очков | Великобритания · Катриона Бьюкенен · Ребекка Лэмбсон · Ханна Бейтсон         | 19 очков |

## Медальный зачёт
Медали завоевали представители 13 стран-участниц.
 Принимающая страна
| Место | Страна         | Золото | Серебро | Бронза | Всего |
| ----- | -------------- | ------ | ------- | ------ | ----- |
| 1     | Турция         | 3      | 2       | 0      | 5     |
| 2     | Эритрея        | 3      | 1       | 0      | 4     |
| 3     | Италия         | 1      | 1       | 2      | 4     |
| 4     | Австрия        | 1      | 0       | 0      | 1     |
| 5     | Швейцария      | 0      | 1       | 1      | 2     |
| 6     | Германия       | 0      | 1       | 0      | 1     |
| 6     | Румыния        | 0      | 1       | 0      | 1     |
| 6     | США            | 0      | 1       | 0      | 1     |
| 9     | Бельгия        | 0      | 0       | 1      | 1     |
| 9     | Великобритания | 0      | 0       | 1      | 1     |
| 9     | Россия         | 0      | 0       | 1      | 1     |
| 9     | Уганда         | 0      | 0       | 1      | 1     |
| 9     | Франция        | 0      | 0       | 1      | 1     |
| Всего | Всего          | 8      | 8       | 8      | 24    |